# Distrikt Viraco
Der Distrikt Viraco liegt in der Provinz Castilla in der Region Arequipa in Südwest-Peru. Der Distrikt besitzt eine Fläche von 137 km². Beim Zensus 2017 wurden 1660 Einwohner gezählt. Im Jahr 1993 lag die Einwohnerzahl bei 2519, im Jahr 2007 bei 2010. Die Distriktverwaltung befindet sich in der 3215 m hoch gelegenen Ortschaft Viraco mit 1171 Einwohnern (Stand 2017). Viraco liegt 46 km nördlich der Provinzhauptstadt Aplao.

## Geographische Lage
Der Distrikt Viraco liegt in der Cordillera Volcánica im Westen der Provinz Castilla. Im äußersten Norden erhebt sich das Bergmassiv des 6425 m hohen Vulkan Nevado Coropuna. Das Areal wird nach Süden zum Río Colca entwässert.
Der Distrikt Viraco grenzt im Südwesten und im Westen an den Distrikt Pampacolca, im Norden an den Distrikt Salamanca (Provinz Condesuyos), im Osten an den Distrikt Machaguay sowie im äußersten Süden an den Distrikt Tipán.

## Ortschaften
Im Distrikt gibt es neben dem Hauptort folgende größere Ortschaften:
- Areccocha
- Costuro
- Huami
- Pampachacra
- Pilcuy
- Pucapuca
- Rituy
- Turpayto
- Unro
- Yaso